# Хант, Ли
Джеймс Генри Ли Хант (англ. James Henry Leigh Hunt; 19 октября 1784, Мидлсекс — 28 августа 1859, Патни, Лондон) — английский эссеист, журналист, поэт, драматург и литературный критик. Близкий друг и издатель поэзии Перси Шелли и Джона Китса.

## Жизнь и творчество
Ли Хант родился 19 октября 1784 года в Саутгейте под Лондоном в семье священника. Отец назвал его в честь Джеймса Генри Ли — племянника герцога Чандоса, к которому он был приставлен гувернёром. Учился в лондонской школе «Приют Христа» (1791—1799), но в университет не попал из-за проблем с дикцией.
Почти всю жизнь Хант провёл в Лондоне. В 1801 году опубликовал первый сборник стихотворений «Juvenilia». Уже в ранних стихотворениях проявилось его увлечение Италией. В южных странах он искал «вольного духа стихосложения». Второй сборник Foliage появился только 17 лет спустя. Заслуга Ханта как поэта в том, что, не обладая большим талантом, он разнообразил английскую строфику и, будучи особенно увлечён возможностями сонета, положил начало новому расцвету этой формы.
С 1808 года совместно с братьями Джоном и Робертом издавал либеральный еженедельник «Экзаминер», со страниц которого призывал к запрету работорговли, закреплению прав католиков, либерализации избирательного законодательства, реформе уголовного судопроизводства. За сатирические нападки на принца-регента был на два года заключён в тюрьму (с января 1813 по январь 1815). Это прославило Ханта как мученика за дело свободы и заметно расширило круг его почитателей.
На рубеже 1810-х и 1820-х гг. в доме Ханта в Хэмпстеде часто собирались литераторы Джон Китс, Уильям Хэзлитт, Хорэс Смит, Корнелиус Уэбб и Дж. Г. Рейнольдс. Консервативные критики вскоре уничижительно окрестили кружок школой кокни, то есть простонародных авторов. Любимыми мишенями нападок реакционной критики были Ли Хант и Китс. В июне 1817 года Хант выступил в печати с пылкой защитой своего юного подопечного (Китса), где впервые сформулировал концепцию поэзии ради поэзии.
В продолжение 1820-х годов успехом пользовались эссе Ханта, которые он публиковал в еженедельниках Indicator и The Companion. Особенно много печатался в 1830-е годы в связи с необходимостью содержать десятерых детей. В эти годы тяжёлых материальных затруднений темы его книг варьировались от истории Кенсингтона до сицилийских пасторалей. Eму приписывается изобретение термина «клептократия».
От политической деятельности Хант отошёл после реформы 1832 года, за которую так ратовал. Мемуарная книга «Лорд Байрон и его современники» была к 1850 году расширена в трёхтомную автобиографию. В своём главном критическом труде «Воображение и фантазия» (1844) Хант проводит любопытные параллели между поэзией и живописью, в которой отлично разбирался.
Ли Хант умер 28 августа 1859 года в Уондсуэрте (Лондон). Похоронен на кладбище Кенсал-Грин. На его могиле выбита строчка «Write me as one who loves his fellow men» из стихотворения «Абу бен Адам» (1834), которое, по мнению писателя Александра Айрленда, друга Ханта и автора статьи о нём в Национальном биографическом словаре, «обеспечило ему место на скрижалях английского языка» (англ. has assured him a permanent place in the records of the English language).
Сын Ханта, Торнтон Ли Хант (1810—1873), известен как первый редактор газеты The Daily Telegraph.